# Chaource (formatge)
Chaource és un formatge de pasta tova amb pell florida francès elaborat amb llet de vaca originàriament a la vila de Chaource, a la regió de Xampanya-Ardenes, departament d'Aube, però també s'elabora al departament veí d'Yonne, al nord-est de la Borgonya.

## Història
Des de l'edat mitjana es fabrica aquest formatge a la vila homònima, situada a l'humida Xampanya, a prop d'Auxerre. Encara que la seva àrea de fabricació s'ha expandit des de llavors, encara es realitza en una zona estretament controlada dels departaments d'Aube i Yonne. Es considera que el van crear els religiosos de l'abadia de Pontigny. Els habitants de Chaource el van oferir el 1513 al governador de Langres. Conegut des del segle xiv, Margarida de Borgonya l'exigia a la seva taula i Carles el Bell era un gran aficionat del Chaource.

## Elaboració

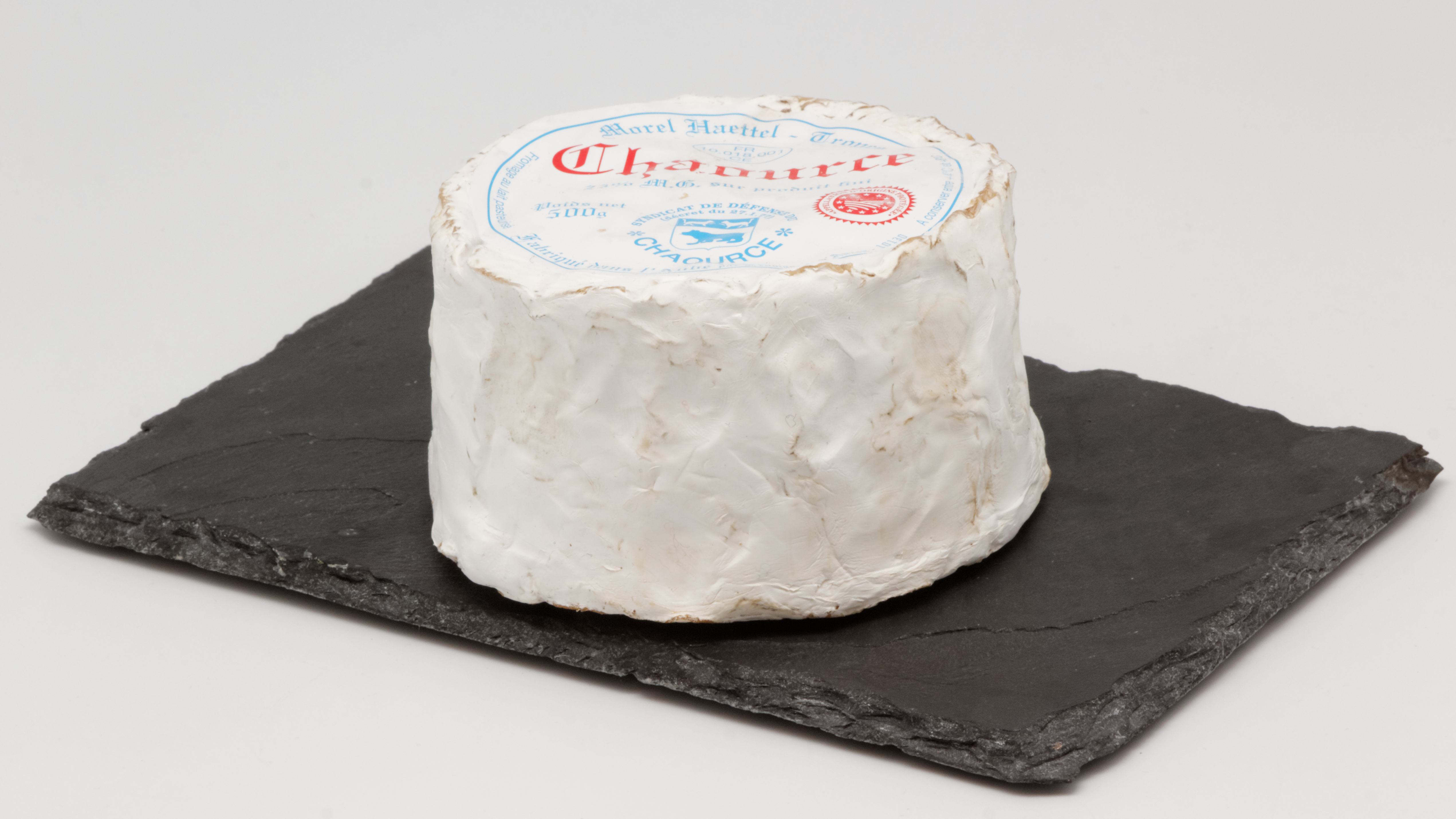
Un chaource poc fet (el cas més freqüent)

Va ser reconegut com un formatge d'indicació geogràfica protegida (AOC) el 1970, i ha estat plenament regulat des de 1977. Les normes de la indicació geogràfica permeten tant llet pasteuritzada com no pasteuritzada a l'hora d'elaborar-lo. A més, estableixen que:
- La coagulació ha de ser principalment làctica, i ha de durar almenys 12 hores.
- L'escorregut del formatge ha de ser lent i espontani.

Es fa usant una recepta similar a la del formatge brie. La maduració porta normalment entre 2 i 4 setmanes i el formatge es menja generalment fresc. La seva producció se centra en el municipi de Chaource. Després es ven als mercats de la regió i a ciutats com ara Lió i París.

## Característiques, cata i maridatge
Chaource és un formatge de llet de vaca, de forma cilíndrica i al voltant de 10 centímetres de diàmetre i 6 centímetres d'alt, que pesa 250 o 450 grams. El contingut en greix és d'un mínim de 50%. Està cobert per una crosta de floridura blanca, el penicillium candidum, semblant al camembert, però amb una textura més cremosa. S'elabora encara de manera tradicional.
La pasta central és suau, de color cremós i s'engruna fàcilment; presenta una textura característica que es fon a la boca. Quan madura, es fa molt cremós, gairebé líquid. Desprèn una lleugera olor de xampinyons. El seu sabor, suaument salat, resulta lleuger i afruitat.
És bo en qualsevol moment de la seva maduració: jove, resulta molt suau; curat, és cremós; plenament madur, té aromes que recorden la nou i un toc de salat. Pot servir-se en rodanxes o a daus com a aperitiu, acompanyat d'un porto o d'un cava o, d'entre els vins francesos, un xampany, un vi blanc com ara Chablis, Sancerre o Côte de Nuits, un rosat, com ara Rosé des Riceys, o un negre, com ara Côte de Nuits o Irancy.